# Platydoras brachylecis
Platydoras brachylecis är en fiskart som beskrevs av Piorski, Garavello, Arce H. och Sabaj Pérez 2008. Platydoras brachylecis ingår i släktet Platydoras och familjen Doradidae. Inga underarter finns listade i Catalogue of Life.